# Њу Стентон (Пенсилванија)
Њу Стентон (енгл. New Stanton) град је у америчкој савезној држави Пенсилванија.

## Демографија
По попису из 2010. године број становника је 2.173, што је 267 (14,0%) становника више него 2000. године.
| Група             | 2000.         | 2010.         |
| Белци             | 1.813 (95,1%) | 2.051 (94,4%) |
| Афроамериканци    | 36 (1,9%)     | 43 (2,0%)     |
| Азијати           | 14 (0,7%)     | 20 (0,9%)     |
| Хиспаноамериканци | 29 (1,5%)     | 39 (1,8%)     |
| Укупно            | 1.906         | 2.173         |